# Per-Daniels tjärnar
Per-Daniels tjärnar är en sjö i Smedjebackens kommun i Dalarna och ingår i Norrströms huvudavrinningsområde.